# Курода, Канъити
Канъити Курода (яп. 黒田寛一 Курода Канъити, 20 октября 1927 года — 26 июня 2006 года) — японский философ-марксист и общественно-политический деятель, родился в семье медиков.

## Жизнь и деятельность
Родился в городе Футю, Токио. Семья Куроды была влиятельными землевладельцами и владела большим особняком. Его прадед Наотакэ (родился в 1847 году) был борцом за гражданские права и активно участвовал в Либеральной партии Митамы и других организациях, а его дед Наохиро (родился в 1869 году) работал в медицинской школе Токийского императорского университета, переименованного при нём в Токийский университет, после чего открыл собственную клинику. Отец Канъити, Канамэ (родился в 1903 году), также был врачом и работал членом городского совета Футю, а также его председателем.
Курода начал самостоятельное изучение философии марксизма в 1947 году, в один из самых тяжёлых периодов в истории страны, в годы американской оккупации, последовавшей за поражением японского империализма во Второй мировой войне. Рабочее движение в стране тогда было на подъёме, но находилось под сильнейшим влиянием идеологии сталинизма. Курода глубоко изучал и труды японских учёных, среди которых и Кодзо Уно — известный японский марксистский экономист.
В противовес преобладавшему в 1950-е годы в левом движении так называемому «материализму» сталинского толка он разработал собственную теорию — философию «материалистической субъективности». Философское влияние на его «субъективизм» оказал философ и лингвист Цутому Миура.
В 1956 году, после подавления венгерского восстания, Курода, стоявший на позициях оценки природы СССР Львом Троцким, поучаствовал в создании первой в Японии троцкистской организации.
В 1959 году Курода стал председателем антисталинистской (троцкистской) Японской революционной коммунистической лиги, с 1963 года был ведущим теоретиком Японской революционной коммунистической лиги (Революционная марксистская фракция). Его идеи повлияли на японских новых левых. Он написал более 50 книг, публикующихся как в Японии, так и в других странах, по ряду марксистских вопросов: анализ советского общества, японская культура и история, теория и практика организационного строительства, современная политика.

## Работы на русском
- Праксиология. Философия субъективности межчеловеческих отношений. К исследованию диалектики Маркса как логики топоса-процесса. Импэто, 2001 г., 284 стр. ISBN 5-7161-0089-9
- Пальцы, сжатые в кулак… Импэто, 1999 г., 304 стр. ISBN 5-7161-0068-6 — Сборник писем и статей читателей из России и СНГ.
- Основные термины и понятия моей философии. Импэто, 2003 г., 216 стр. ISBN 5-7161-0102-X
- Сны Горбачева (Перестройка в СССР: взгляд из Японии). Импэто, 1994 г. — 254 стр.
- Протоколы кремлёвских мудрецов. Импэто, 1998 г., 424 стр. ISBN 5-7161-0051-1
- Сталинский «социализм»: взгляд из Японии (Некоторые принципиальные проблемы «теории социализма»). Импэто, 1996 г., 39 стр.
- Что такое революционный марксизм? (К вопросу о необходимости развития марксистской теории). Импэто, 1999 г., 208 с ISBN 5-7161-0067-8
- Материалистическая субъективность — философия революционного действия. Импэто, 2004 г., 438 стр. ISBN 5-7161-0117-8